# Черноморска банка за търговия и развитие
Черноморската банка за търговия и развитие (съкратено ЧБТР) е международна финансова институция, основана на 24 януари 1997 г.
Банката е създадена чрез регионалната Организация за черноморско икономическо сътрудничество. Нейната дейност се регулира от Споразумението за учредяване на Черноморската банка за търговия и развитие, регистрирано в Организацията на обединените нации.
Целта на ЧБРТ е да подпомага икономическото развитие на страните от региона и да финансира и насърчава изпълнението на регионални проекти от държавния и частния сектор. Чистата печалба на банката за 2010 г. е 12 млн. евро. Банката разполага с капитал от 3 млрд. специални права на тираж (ок. 3,5 млрд. евро).  Централата на банката се намира в Солун, Гърция.
ЧБТР, за разлика от Международния валутен фонд, не налага ограничения и условия на страните длъжници, чрез които да упражнява контрол върху тяхната парична политика. Moody's Investors Service дава кредитен рейтинг 'Baa1' на банката.